# Батовкин, Никита Ермолаевич
Никита Ермолаевич Батовкин (1873, Быховский уезд, Могилёвская губерния — 15 января 1947) — белорусский животновод, коневод, активный участник колхозного строительства.

## Биография
Никита Ермолаевич батрачил, работал сплавщиком леса, 6 лет служил в армии. В 1929 году одним из первых вступил в родном селе в колхоз «Октябрь».
Более 12 лет возглавлял конеферму колхоза «Октябрь» Славгородского (до 1945 — Пропойского) района, одну из лучших в Белоруссии, которая в 1939 году была участником Всесоюзной сельскохозяйственной выставки в Москве. Член ВКП(б) с 1939 года. В годы Великой Отечественной войны инструктор Главного управления коневодства Наркомзема СССР.
Принимал участие в выведении русской верховой породы коней.
После войны заместитель председателя колхоза «Октябрь», заведующий конефермой.
Депутат Верховного Совета СССР I и II созывов в 1937—1947 годах.